# Ai Shibata
Ai Shibata (Japón, 14 de mayo de 1982) es una nadadora japonesa especializada en pruebas de estilo libre, donde consiguió ser campeona olímpica en 2004 en los 800 metros.

## Carrera deportiva
En los Juegos Olímpicos de Atenas 2004 ganó la medalla de oro en los 800 metros estilo libre con un tiempo de 8:24.54 segundos, por delante de la francesa Laure Manaudou y la estadounidense Diana Munz.